# كيفين دي في ويرت
كيفين دي في ويرت (بالفرنسية: Kevin De Weert)‏ ولد بتاريخ 27 مايو 1982 في بلجيكا، هو دراج بلجيكي في صنف سباق الدراجات على الطريق.

## سجل النتائج

### المراكز
- حقق المركز الـ 17 في سباق طواف فرنسا 2010

## روابط خارجية
- كيفين دي في ويرت على موقع الاتحاد الدولي للدراجات (الإنجليزية)
- كيفين دي في ويرت على موقع أرشيف الدراجات (الإنجليزية)
- كيفين دي في ويرت على موقع إحصائيات الدراجات الإحترافية (الإنجليزية)
- كيفين دي في ويرت على موقع نسبة الدراجات (الإنجليزية)
- كيفين دي في ويرت على موقع CycleBase (الإنجليزية)